# 파벨 수코샨
파벨 알렉세예비치 수코샨(러시아어: Па́вел Алексе́евич Сукосян, 1962년 3월 26일~)은 소련과 러시아의 은퇴한 핸드볼 선수로 포지션은 골키퍼이다. 러시아 핸드볼 국가대표팀의 일원으로 활동하여 2000년 하계 올림픽에서 금메달을 획득했고 세계 선수권 대회 2회 우승, 유럽 선수권 대회 1회 우승을 달성했다.